# Чхонма-хо
Чхонма-хо (чосонгъл 천마호) е севернокорейски основен боен танк. Другото му известно название е „천리마 전차“ – „Танк Чхолима“ (и двете са имена на митичен летящ кон). Чхонма-хо е подобрен вариант на съветския Т-62 и има поне пет различни варианта в експлоатация. Първата публична поява на танка е по време на парада по случай 60-годишнината от създаването на Корейската народна армия на 25 април 1992.

## Дизайн
Въпреки че е първият танк, използващ гладкостволно оръдие, Т-62 е прекалено проблемен и скъп, и не успява да се наложи като масова бойна машина и бързо е изтеглен от употреба. Танкът остава на въоръжение в много страни от Третия свят, една от които е Северна Корея, притежаваща над 800 екземпляра. Базовият модел на Чхонма-хо е олекотен вариант на Т-62 с по-лека броня. С течение на времето биват разработени няколко модела с множество подобрения и предимства пред оригиналния Т-62. Чхонма-хо е вероятно разработен, за да попълни технологичната „пропаст“ между остарелия танков парк на КНДР, състоящ се от Т-55, Тип 59 и Т-34, и модерните бойни танкове като К1 и М1 Ейбрамс. Самата възраст на севернокорейските танкове предполага износване на ключови компоненти, които не могат да се заменят, и пълно изчерпване на оперативния им ресурс, което налага създаването на изцяло нов танк, който съчетава най-добрите характеристики на наличната военна техника.

### Броня
Бронята на Чхонма-хо е лята и ламинирана. По страните на купола са монтирани стоманени кожуси, които осигуряват допълнителна защита срещу кинетични снаряди, равняваща се на около 120 мм ЕЛХБ. Следващите варианти са снабдени с още един броневи екран, както и лека реактивна броня. Тя вероятно покрива по-уязвимите части на танка, като задната част на купола. Веригите са защитени от странични бордове, макар да не е известно дали те са метални или от друг материал. При по-късните варианти Чхонма-хо има добре защитен четвъртит купол, силно различаващ се от кръглия купол при по-ранните модели и оригиналните съветски танкове.

### Оръдие
Оръдието на Чхонма-хо, също като при Т-62, е 115-милиметрово гладкостволно 2А20. То се зарежда по ръчен способ, макар да има сведения, че по-късните модели на танка имат вградена система за автоматично зареждане, взета вероятно от Т-72. Ефективната стрелба е възможна до 4 км през деня и до 800 м (с прибори за нощно виждане) през нощта. Точността му е същата като тази на британското L7, използвано на много модерни основни бойни танкове. Оръдието може да изстрелва противотанкови ракети и кинетични снаряди. Системите за управление на огъня от оригиналния Т-62 са заменени с по-модерни, внесени от Европа. След изстрелването на снаряда гилзата автоматично се изхвърля от танка чрез специална система през малък отвор в купола.